# Pasożytka
Pasożytka (Heteronetta atricapilla) – gatunek średniej wielkości ptaka wodnego z rodziny kaczkowatych (Anatidae). Zasiedla południową połowę Ameryki Południowej. Szczegółowe informacje dotyczące jej życia nie są jeszcze znane.

## Systematyka
Gatunek opisany w roku 1841 przez niemieckiego przyrodnika Blasiusa Merrema pod nazwą Anas atricapilla. Okaz typowy pochodził z Buenos Aires. Jedyny przedstawiciel rodzaju Heteronetta, opisanego w 1866 roku przez włoskiego zoologa i ornitologa Tommaso Salvadoriego. Gatunek monotypowy, nie wyróżnia się podgatunków. Nazwa gatunkowa atricapilla pochodzi od łacińskich słów atra, oznaczającego czarny, i capillus, oznaczającego owłosienie głowy. Po raz pierwszy jego podobieństwo do sterniczek zauważył w 1926 roku Alexander Wetmore. Na pokrewieństwo wskazuje budowa tchawicy, z dużym workiem gardłowym. Ptak współwystępuje z dwoma gatunkami sterniczek z rodzaju Oxyura, ale dotychczas nie odnotowano hybryd. W 1961 roku Woolfenden zasugerował, że pasożytka jest najmniej wyspecjalizowaną ze sterniczek i hipotetycznym ogniwem ewolucyjnym łączącym tę grupę z pozostałymi kaczkami.

### Etymologia
- Heteronetta: gr. ἑτερος heteros – inny, różny; νηττα nētta – kaczka[16].
- atricapilla: łac. atricapillus – czarnowłosy (tj. czarnogłowy), od ater – czarny; capillus – włosy na głowie (por. łac. atricapilla – nieznany mały ptak, być może sikora lub kapturka)[17].

## Występowanie
Zasiedla Amerykę Południową: występuje w południowej Brazylii, Argentynie i Chile. Sporadycznie zalatuje na Falklandy. Populacja jest częściowo wędrowna. Północna populacja prowadzi osiadły tryb życia, ale południowa na zimę odlatuje do Boliwii, południowej Brazylii i Urugwaju. Środowiskami, jakie zasiedla, są wszelkie śródlądowe bagna, rozlewiska rzek oraz jeziora, szczególnie te, gdzie rośnie Scirpus californicus.

## Charakterystyka

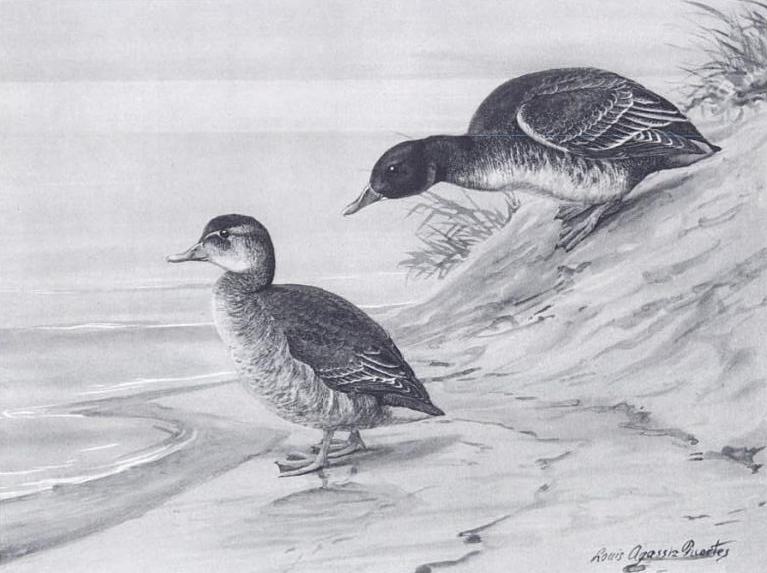

Pasożytki mierzą 35–40 cm, a masa ciała wynosi 434 do 630 g. Skrzydło ma 160–176 mm, długość dzioba wynosi 33 mm, skoku 33 mm. Długość ogona samca wynosi 44–57 mm, natomiast u samicy 44–59 mm. 
Występuje dymorfizm płciowy, ciało wyraźnie wydłużone, krótkie skrzydła i ogon. Wspólną cechą ubarwienia obu płci są ciemnobrązowe skrzydła i sterówki oraz szary dziób, u samca dodatkowo z karminową nasadą. Jego głowa i szyja są jednolicie czarne. U samicy jasnobrązowe, biała brew, fragment piersi i przód szyi oraz gardło. Spód ciała u samca brązowo-biały, u samicy biały w delikatne, brązowe prążki. U obu płci nogi są brązowe. Młode przypominają samice i nie mają różowej plamki.

## Zachowanie
W trakcie migracji lata w stadach do 40 ptaków. Żeruje zazwyczaj nad ranem. W ciągu dnia odpoczywa na lądzie, wieczorem zaczyna pływać. Wieczór jest także porą na szukanie odpowiedniego gospodarza lęgowego. Odpowiednim gospodarzem są łyski, ponieważ ich gniazda są często spotykane. Jednak jaja spotykane są także w gniazdach innych ptaków wodnych, jak kaczki, mewy, ibisy, a nawet ptaki drapieżne. Samiec, chcąc przywabić potencjalną partnerkę, nadyma szyję i używa sygnałów głosowych, aby mieć jeszcze większy zasięg. Długość życia i niektóre szczegółowe informacje nie są znane. W niewoli dobrze znosi niskie temperatury.
Ma mały repertuar dźwięków. Wiadomo jednak, że w trakcie zalotów wydaje niskie kwa kwa (quah quah). W trakcie zalotów wydaje także powtarzane, miękkie pik. Innym głosem jest, poprzedzone gwizdem, chrząkające gr-rump-friit (gr-rump-freet). 

## Pożywienie
Pasożytki żerują zazwyczaj rano, nurkując, zanurzając głowę lub filtrując. Ptak pod wodą spędza 3–14 sekund, następnie 2–12 sekund odpoczywa na powierzchni, zanim znów zanurkuje. Zjada dużo pokarmu roślinnego, włączając nasiona, bulwy, rośliny zielne, trawy wodne, turzyce oraz podwodne chwasty. Może także zjadać niewielkie ilości wodnych bezkręgowców. W niewoli powinien być karmiony pływającymi roślinami wodnymi.

## Lęgi
Pasożytki mogą się rozmnażać po dwóch latach. Są promiskuityczne, na zmianę kopuluje ze sobą kilka samców i samic. W trakcie zalotów samce nadymają szyje. Zgodnie z polską nazwą Heteronetta atricapilla jest pasożytem lęgowym. Swoje jaja składa do gniazd różnych ptaków wodnych. Najczęściej są to łyski żółtodziobe, łyski zwyczajne oraz hełmiatki różowodziobe. Takie gniazdo musi być umieszczone około 1 m nad powierzchnią wody. Samica składa do jednego gniazda 1–5 jaj. Są białe, mają wymiary 43×59 mm, ważą około 60 g (mniej więcej 9,8% masy ciała samicy), mają kształt owalny. Inkubacja trwa około 20–30 dni. Liczba przeżywających piskląt zależna jest od liczby złożonych jaj. W przeciwieństwie do również pasożytniczej kukułki, młode nie niszczą lęgu gospodarza. Po kilku godzinach od wyklucia wychodzą z gniazda i radzą sobie same. Są w pełni opierzone po około 70 dniach. Pasożytki gniazdują na jesieni i na wiosnę. Rzadko wyprowadzają lęgi w niewoli.

## Status i zagrożenia
Przez IUCN klasyfikowana jako gatunek najmniejszej troski (LC – Least Concern). Zasięg występowania szacowany jest na około 5,03 mln km². Główne zagrożenia dosięgają młodych. Niemal wszystkie obumarcia jaj spowodowane są porzuceniem ich przez gospodarza z powodu wykrycia, że nie są jego. Pasożytki nie mają także zbyt maskującej barwy jaj, a same są łowione przez ludzi dla mięsa i piór. Dorosłe osobniki mogą stać się zdobyczą dla większych sokołowych. Ciemne i plamkowane upierzenie pomaga im się schronić w roślinności. Liczebność populacji może spadać przez polowania, niszczenie środowiska oraz skażenia wód.

## Rola w ekosystemie
Heteronetta atricapilla jest pasożytem lęgowym, wykorzystuje inne ptaki wodne do inkubacji i ochrony jaj. Efekty pasożytnictwa tego gatunku to wykorzystywanie energii do opieki nad obcymi jajami, przez co wykluwa się mniejsza liczba piskląt danego gatunku (gospodarza).